# Pilar Corrales
María del Pilar Corrales Gallego (Corrales del Vino, 20 de marzo de 1901- ?) fue una archivera y bibliotecaria española. Es una de las investigadoras reconocidas en el proyecto “Mujeres Investigadoras en los Archivos Estatales (1900-1970)” que desarrolló el Ministerio de Cultura en 2020.

## Trayectoria
Hermana de la también archivera Antonia Corrales Gallego, completó su Bachillerato en el Instituto de Valladolid en 1917. Se licenció en Historia por la Universidad de Valladolid en 1922. Dos años después, en 1924, accedió al Cuerpo Facultativo de Archiveros, Bibliotecarios y Arqueólogos (CFABA) tras aprobar un proceso de oposición.
Inició su carrera como funcionaria en prácticas en el Instituto de Mahón. Posteriormente, fue becada por la Junta de Ampliación de Estudios (JAE) en París, donde catalogó la biblioteca del hispanista francés Alfred Morel-Fatio.
Trabajó en diversos archivos y bibliotecas en las Islas Baleares, en León y en Cataluña. Al inicio de la guerra civil, Corrales ocupaba el cargo de directora en la Biblioteca Balaguer de Villanueva y Geltrú (Barcelona). Al finalizar la guerra, fue sometida a un expediente (y posteriormente absuelta) por parte de la Comisión de Depuración de Educación Nacional de Barcelona.
Hasta finales de los años 40, ejerció como directora-administradora de la Biblioteca Museo Víctor Balaguer. En los años 50, fue nombrada bibliotecaria jefe de la Biblioteca de la Facultad de Medicina de la Universidad de Barcelona (UB) y, más tarde, directora de la Biblioteca Universitaria y Provincial de Barcelona (1965-1966). Se retiró en 1971, alcanzando la edad preceptiva de 70 años.

## Reconocimientos
En 1925, Corrales fue becada en París por la Junta de Ampliación de Estudios (JAE) para llevar a cabo la catalogación de la biblioteca del hispanista francés Alfred Morel-Fatio.
En 2020, fue incluida dentro del proyecto “Mujeres Investigadoras en los Archivos Estatales (1900-1970)” para la descripción archivística y creación de un micrositio específico en el Portal de Archivos Españoles (PARES), desarrollado entre 2020-2023. Este proyecto ha sido impulsado por la Subdirección General de Archivos Estatales, con el objetivo visibilizar la labor de investigación realizada en España por las mujeres en el intervalo 1900-1970 partiendo de los registros documentales que se conservan en los Archivos de Gestión de los AAEE del Ministerio de Cultura (el Archivo Histórico Nacional, el Archivo de la Corona de Aragón, el Archivo General de Simancas, el Archivo General de Indias, el Archivo de la Real Chancillería de Valladolid, el Archivo General de la Administración y el Centro de Información Documental de Archivos).

## Obra
- 1966: Breve reseña del Congreso Internacional de Bibliotecas. Sesión 32.º del Consejo de la IFLA/ FIAB. Holanda.[9]
- 1966: Lista de obras representativas españolas para bibliotecas de hospitales. Solicitada para ser presentada en el 32.º Congreso de La Haya.[9]
- 1966: Reflexiones dirigidas a la Asociación Nacional de Archiveros, Bibliotecarios y Arqueólogos (ANABA). II Congreso Nacional de Bibliotecas Gerona.[9]
- 1967: Relación de obras propuestas para la formación de un catálogo de lectores de Bibliotecas de Hospitales y Sanatorios.[9]
- 1968: Lista de "cien obras representativas españolas, para la edición del Catálogo Colectivo Internacional de Bibliotecas de Hospitales" que se solicitó con ocasión del 34 Congreso General de la FIAB/IFLA, agosto-septiembre de 1968, Frankfurt. Depósito Legal B 18703-1968.[9]